# Potres v Iraklionu (1856)
Potres v Iraklionu leta 1856, znan tudi kot potres na Kreti ali potres na Rodosu, se je zgodil 12. oktobra zjutraj ob 02.45 zjutraj po lokalnem času. Ta izjemno katastrofalen potres je imel ocenjeno magnitudo od 7,7 do 8,3 na globini od približno 61 do 100 km. Potres so čutili na zelo širokem območju od Sicilije, Italije do Levanta in Severne Afrike. Na grškem otoku Kreta so bili učinki potresa kataklizmični, v mestu Iraklion so našli več kot 500 trupel. Potresni sunki so zajeli celotno Osmansko cesarstvo; sedanjo Turčija, Ciper in Bližnji vzhod, kjer so poročali o škodi in človeških izgubah. Na Malti je potres porušil stolp Għajn Ħadid – obalni stražni stolp, zgrajen okoli leta 1638. V Kairu v Egiptu je potres uničil stavbe, ustvaril seše v kanalih in ubil več ljudi. Pred egipčansko in italijansko obalo so mornarji poročali, da so čutili potres.

## Tektonsko ozadje
Vzdolž južne obale Dodekaneških otokov, Rodosa, Krete in Jonskih otokov se Afriška plošča, sestavljena iz oceanske skorje, pogreza pod ploščo Egejskega morja (del Evrazijske plošče) vzdolž konvergentne meje plošče s hitrostjo 5 do 10 mm/leto. Meja subdukcijske cone občasno poči pri velikih narivih, kot sta bila leta 365 in 1303. Cunamiji nastanejo vzdolž Helenskega jarka, ko se ena stran preloma nenadoma dvigne navzgor in med močnim potresom izpodrine milijarde litrov morske vode.

## Potres
Potres v Iraklionu leta 1856 je bil potres srednje globine z globino hipocentra od 60 do 90 km, ki se je zgodil na prelomu v subdukcijski coni Afriške plošče. Na podlagi ocenjenih najmočnejših izoseizmičnih plastnic, je bil epicenter najverjetneje ob severni obali Krete. V primeru momentne magnitude 7,7 (Mw) so dimenzije preloma ocenjene na 64 km × 64 km na globini 90 km pod Egejskim morjem, medtem ko bi 8,1–8,3 Mw vključevalo prelom preloma 120 km × 120 km na večji globini 130 km.

## Učinki
Potres je povzročil veliko škodo ne le v Grčiji, ampak tudi na Bližnjem vzhodu in v Severni Afriki, kjer so poročali o smrtnih žrtvah in škodi. Še vedno se razpravlja o točnem času dogodka med 02:38 zjutraj ali 02:45 zjutraj.

### Grčija
Potres je v osrednjem delu Krete dosegel stopnjo XI (ekstremno) po Mercallijevi lestvici. Mesto Iraklion je bilo skoraj uničeno, le 18 ali 40 od 3600 hiš je še stalo. Hudo poškodovani sta bili tudi obmorski mesti Sitia in Hanija. Skupno je bilo ubitih 538 prebivalcev Krete, 637 ljudi pa je bilo ranjenih. Na otoku Rodos je bilo uničenih več vasi, divgnila se je obala. Med uničenjem je bilo veliko opaziti deformacije tal. Na otoku je umrlo šestdeset ljudi. Potres je prizadel tudi otok Santorini. Na Kasosu in Karpatosu je bilo uničenih 8000 domov in 20 smrtnih žrtev.
V celinski Grčiji so potres čutili v mestih Janina in Kiparisia.

### Malta
Na malteških otokih so potres čutili veliko močneje kot večino potresov iz Grčije, ko so jih čutili na otokih, kar je zanimivo številnim seizmologom. Potres je prebudil vse na otoku. Tresenje je trajalo od 22 do 60 sekund, zaradi česar so številni stanovalci izgubili ravnotežje, stvari pa so padale po tleh. V nekaterih domovih v krajih, kot sta Valletta in v regiji Gozo, so se pojavile razpoke. Številne cerkve so imele razpoke v stenah in kupolah, z njih pa so odpadala viseča razpela. V nekaterih primerih je bila škoda resnejša, nekatere cerkve so se popolnoma porušile. Kupola stolnice svetega Pavla v Mdini se je zrušila od znotraj, kar je povzročilo približno 1000 funtov škode. Karmeličanski cerkvi so morali obnovili v potresu močno poškodovan zvonik.
Poškodbe na strukturah so ustrezale intenziteti VII, kar je več kot pričakovano za oddaljenost 1000 km od potresa v Grčiji. Tipičen potres naj bi čutili samo z intenziteto IV–V. Pojav zelo močnega tresenja se verjetno pripisuje dolgotrajnemu gibanju tal.
Ta potres je porušil stolp Għajn Ħadid. Očividec, ki je bil pri stolpu en mesec pred potresom, je dejal, da so se v tleh okrog stolpa odprle velike razpoke.

### Egipt
V Kairu je bilo tresenje še vedno zaznavno in dovolj močno, da je povzročilo škodo. Intenzivnost tresenja egiptovske prestolnice je dosegla stopnjo VII–VIII. Čutili so tri različne sunke, ki so trajali od ene do dveh minut. Zrušilo se je dvajset domov in še 200 jih je bilo prizadetih, poškodovanih pa je bilo tudi približno 20 mošej. Seši v kanalih so povzročili, da je voda brizgala vsepovsod, medtem ko so ure zaradi gibanja tal prenehale delovati. V mestu je umrlo najmanj deset ljudi. Po posledicah je veliko preživelih več dni spalo zunaj svojih domov zaradi strahu pred kolapsom ponoči.
V Aleksandriji je padlo le nekaj starih stavb in ni bilo večjih posledic za mesto. Umrli sta dve osebi, nekaj oseb je bilo poškodovanih. Okoli delte Nila so zrušitve domov in padajoči minareti v mestih Tanta in Damanhur povzročili dodatno število smrti. V drugih delih delte so številni prebivalci težko stali, kar je mnoge prestrašilo. Premiki tal so bili dovolj močni, da so premaknili pohištvo in povzročili, da je voda v rezervoarjih pljusknila naokoli. Mornarji ob obali so poročali, da so čutili tudi močan potres.

### Drugje
Tresenje je bilo čutiti tudi v Sirakuzah in Pozzallu na Siciliji v Italiji, kjer je nastala manjša škoda. Potres je povzročil tudi škodo v krajih, kot sta Sirija in Palestina. Očividci ob obalah Haife in Libanona so poročali o majhnem valu cunamija. Posledice potresa so se čutile v celotni regiji Jadranskega morja in na Cipru.

## Zapuščina
V knjigi Domestic Life in Palestine je avtorica Mary Eliza Rogers opisala svoje izkušnje z močnimi potresi v Haifi v Izraelu, vendar je napačno datirala dogodek med nočjo z 10. na 11. oktober.